# 마리아 슈타더
마리아 슈타더(독일어: Maria Stader, 1911년 11월 5일 ~ 1999년 4월 27일)는 스위스의 소프라노 가수이다. 부다페스트에서 태어났으며, 카를스루에와 취리히에서 음악을 배운 뒤 뉴욕으로 건너가 테레제 슈나벨의 제자가 되었다. 1939년 제네바의 국제음악 콩쿠르에서 1위를 차지하고 이어 잘츠부르크에서 릴리 레만상을 받았다. 주로 볼프강 아마데우스 모차르트의 가곡에 뛰어난 솜씨를 보였다.